# Eutypiose
Eutypiose ist eine durch den Pilz Eutypa lata bei verschiedenen Gehölzen wie Weinreben, Bäumen und Sträuchern verursachte Holzkrankheit. Es handelt sich um keinen spezifischen Schaderreger. Die Krankheit ist weltweit verbreitet und kann zu beträchtlichen Ausfällen führen. Der Pilz verursacht an zahlreichen Obstarten und anderen holzigen Gewächsen Absterbeerscheinungen. Bekannt wurde er erstmals als Verursacher der Apoplexie bei der Aprikose, die als Hauptwirt des Pilzes gilt. Bei der Weinrebe gelten 12–15-jährige Anlagen als besonders gefährdet.
Seit dem Jahre 1973 ist der Krankheitserreger bei Reben bekannt. Früher wurden die Symptome dem Pilz Phomopsis viticola zugeschrieben.

## Schadbild
Erkrankte Rebstöcke oder Teile treiben verspätet aus. Es entwickeln sich nur schwache, verkümmerte Triebe mit verkürzten Internodien. Die Blätter bleiben klein, sind chlorotisch, oft mit nekrotischen Flecken, manchmal eingerollt oder verkräuselt und deformiert. Die Gescheine vertrocknen oder es entwickeln sich nur verrieselte bzw. kleinbeerige Trauben. Die abgestorbenen Gewebeteile im Holz sind braungrau bis braunschwarz verfärbt und verhärtet. Durch zunehmende Zerstörung des Leitungssystems wird die Triebentwicklung jährlich schwächer, bis schließlich der Stock teilweise oder ganz abstirbt. Die Frostanfälligkeit ist deutlich erhöht, wodurch es zu Stockausfällen kommt.
Mit diesem Schadbild kann Eutypiose mit einem Frostschaden oder Befall durch die Kräuselmilbe verwechselt werden.

## Biologie
Eutypiose wird durch den Schlauchpilz Eutypa lata (Pers.) Tul. & C.Tul. (syn. E. armeniaceae Hansf. & M. V. Carter); Nebenfruchtform: Libertella blepharis A. L. Smith, verursacht. Ab Februar und bei Temperaturen über 1 °C und Regen werden Sporen in großer Menge von befallenen Gehölzen abgegeben. Bei optimalen Temperaturen von 20 bis 25 °C keimen die Sporen nach 10–12 Stunden in den durch frische Schnittwunden oder andere mechanische Verletzungen (z. B.: nach Winterfrösten) freigelegten Gefäßen. Das Myzel entwickelt sich zuerst in den Leitungsbahnen (Xylem) und befällt auch die angrenzenden Teile des gesunden Holzes. Nach der Infektion entwickelt sich der Pilz sehr langsam. Während der ersten ein oder zwei Jahre sind noch keine Krankheitssymptome zu beobachten. Erst nach 3–4 Jahren bilden sich auf der Oberfläche des abgestorbenen Holzes die Fruchtkörper. Sie entlassen (ca. ab Februar) nach Beginn eines Regens und während dessen Dauer die Sporen, die durch Wind über große Strecken verbreitet werden.
Häufig tritt Eutypiose mit anderen Holzpilzen gemeinsam auf wie mit Esca und der Schwarzfleckenkrankheit.

## Bekämpfung
Eine direkte Bekämpfung im Rebholz ist nicht möglich. Nach Möglichkeit sollen mechanische Verletzungen des alten Holzes und des Wurzelstammes vermieden werden. Befallene Gehölzteile sollten so weit zurückgeschnitten werden, dass im Holz keine Schwarzfärbung mehr erkennbar ist. Mit den sich unterhalb des Schnitts entwickelnden Sprossen kann das betreffende Gehölz wieder neu aufgebaut werden. Die Schnittmaßnahmen sollten knapp vor dem Austrieb und keinesfalls kurz vor angekündigten Niederschlägen durchgeführt werden. Große Schnittwunden können mit einem geeigneten Wundverschlussmittel verstrichen werden. Befallene Gehölzteile sollen unmittelbar aus der Anlage entfernt und verbrannt werden. Eine Lagerung des Holzes muss unter einem Dach erfolgen, da aus feuchtem Holz sehr lange Sporen freigesetzt werden.